# Vitex doniana
Vitex doniana là một loài thực vật có hoa trong họ Hoa môi. Loài này được Sweet miêu tả khoa học đầu tiên năm 1826.

## Hình ảnh

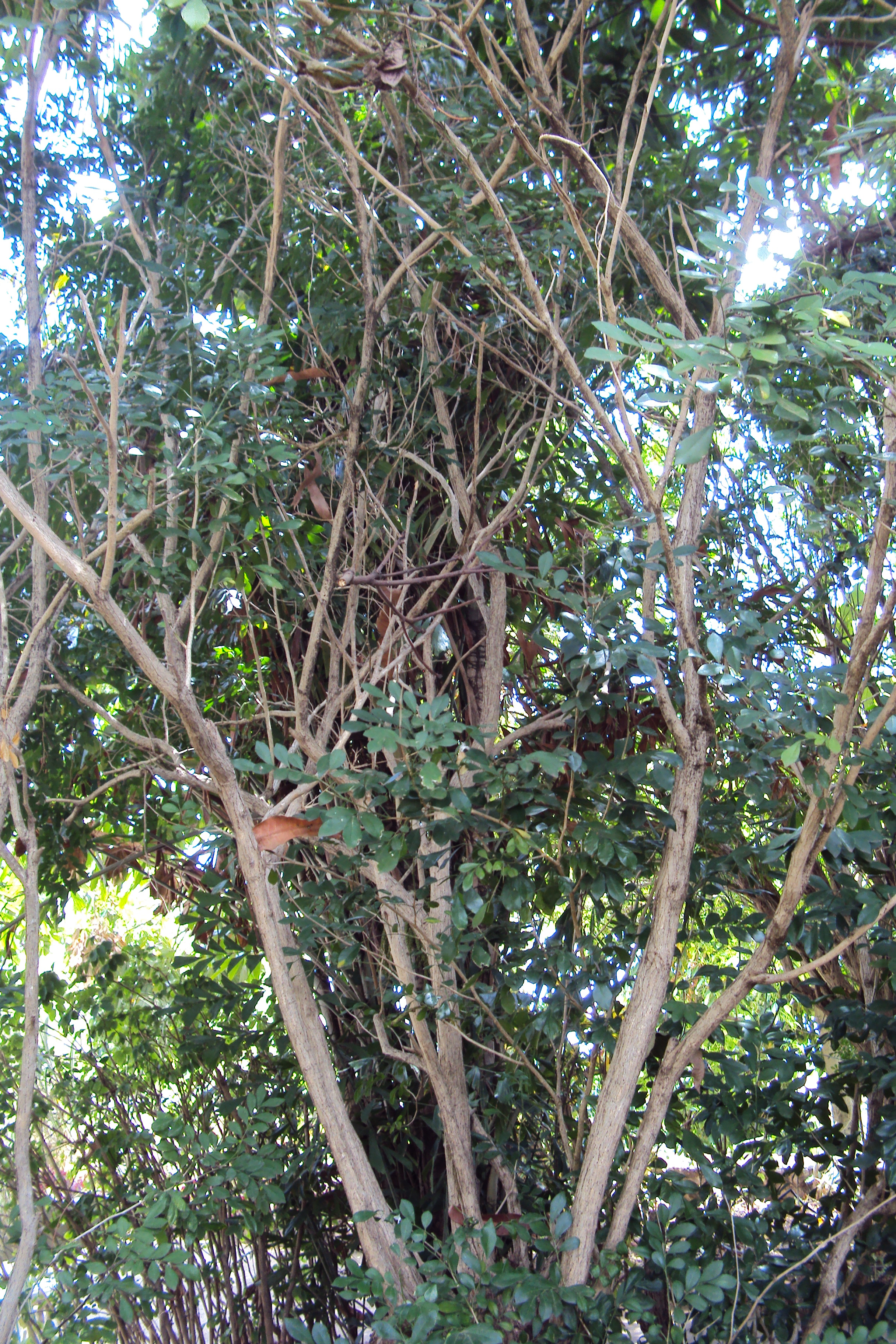
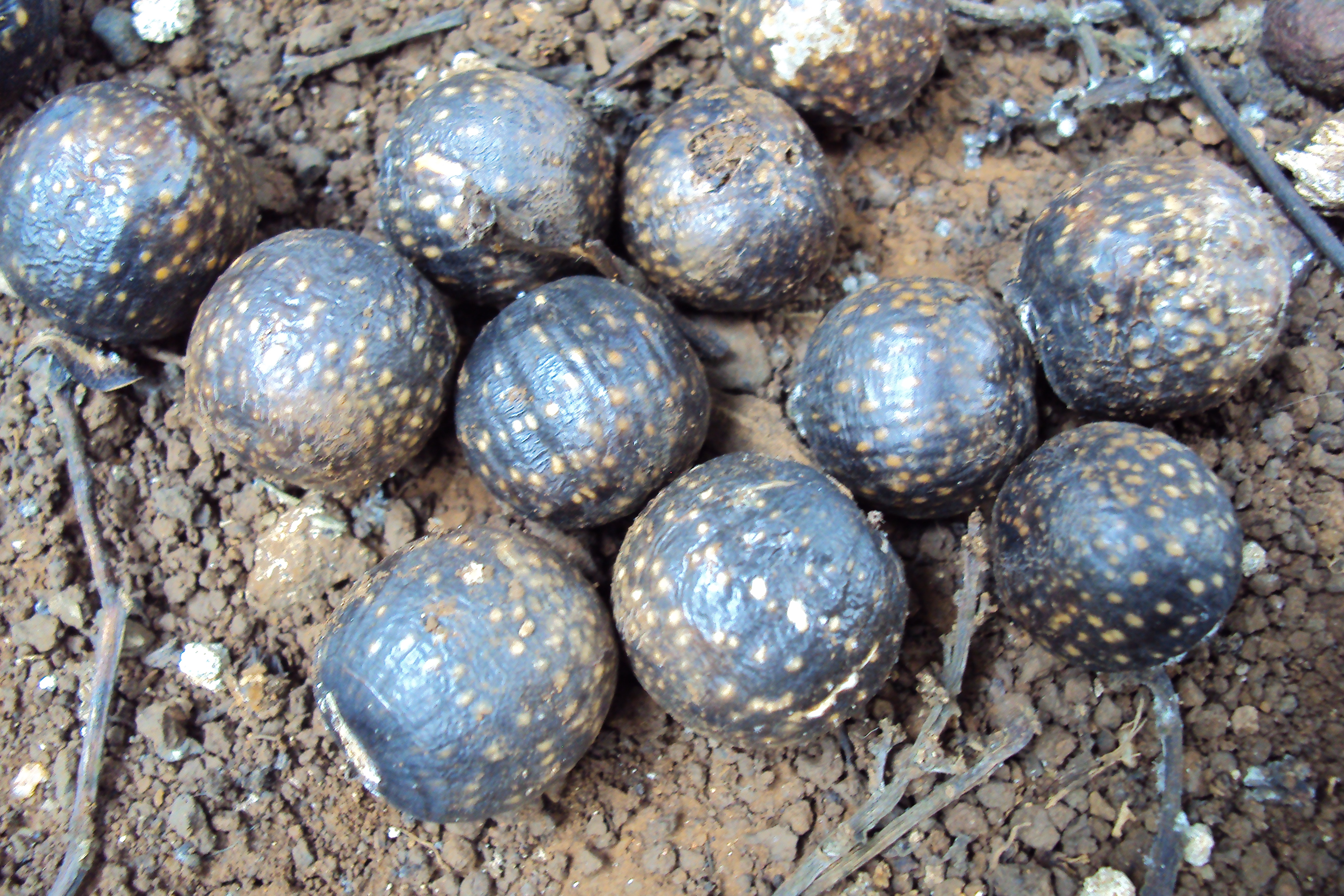
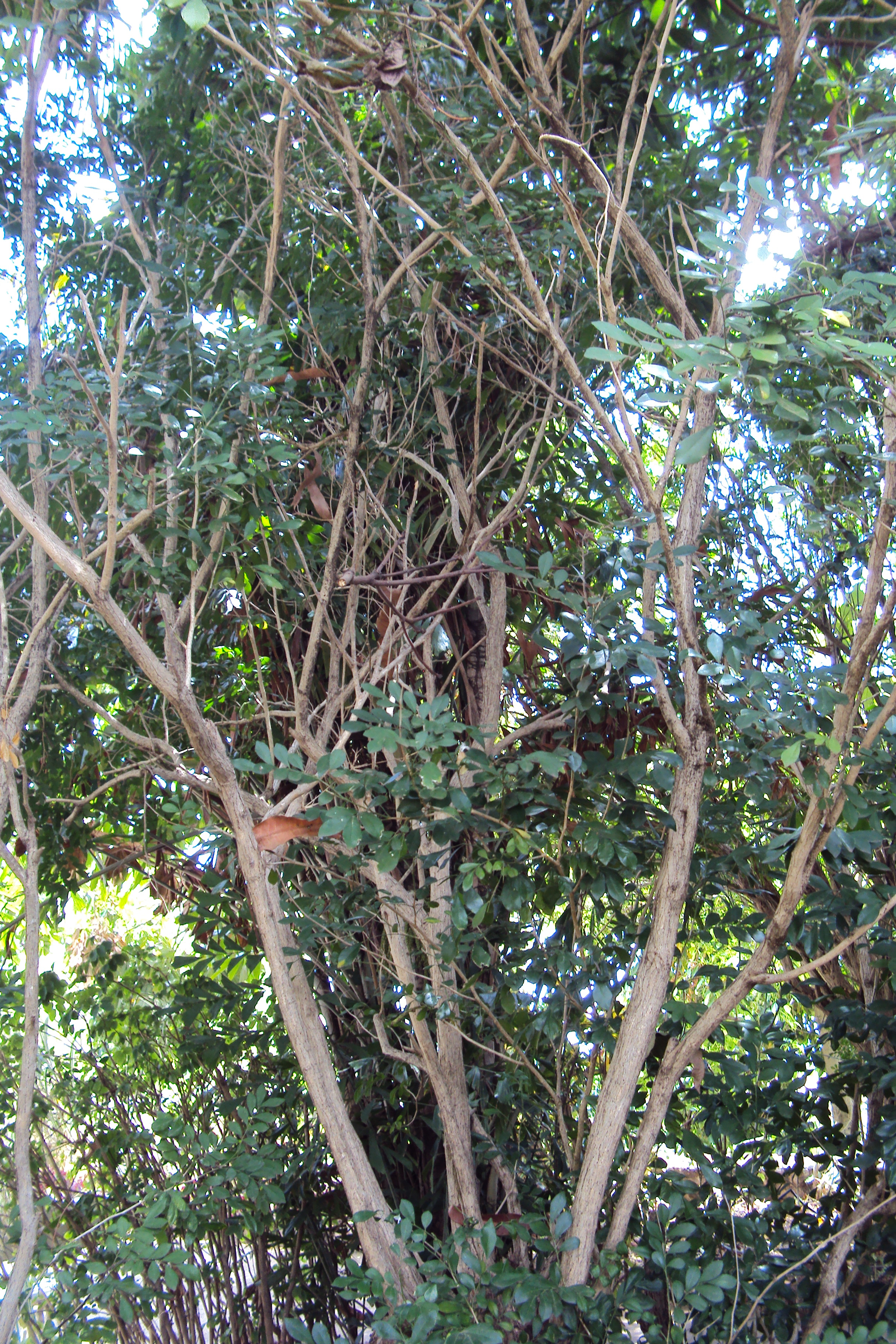
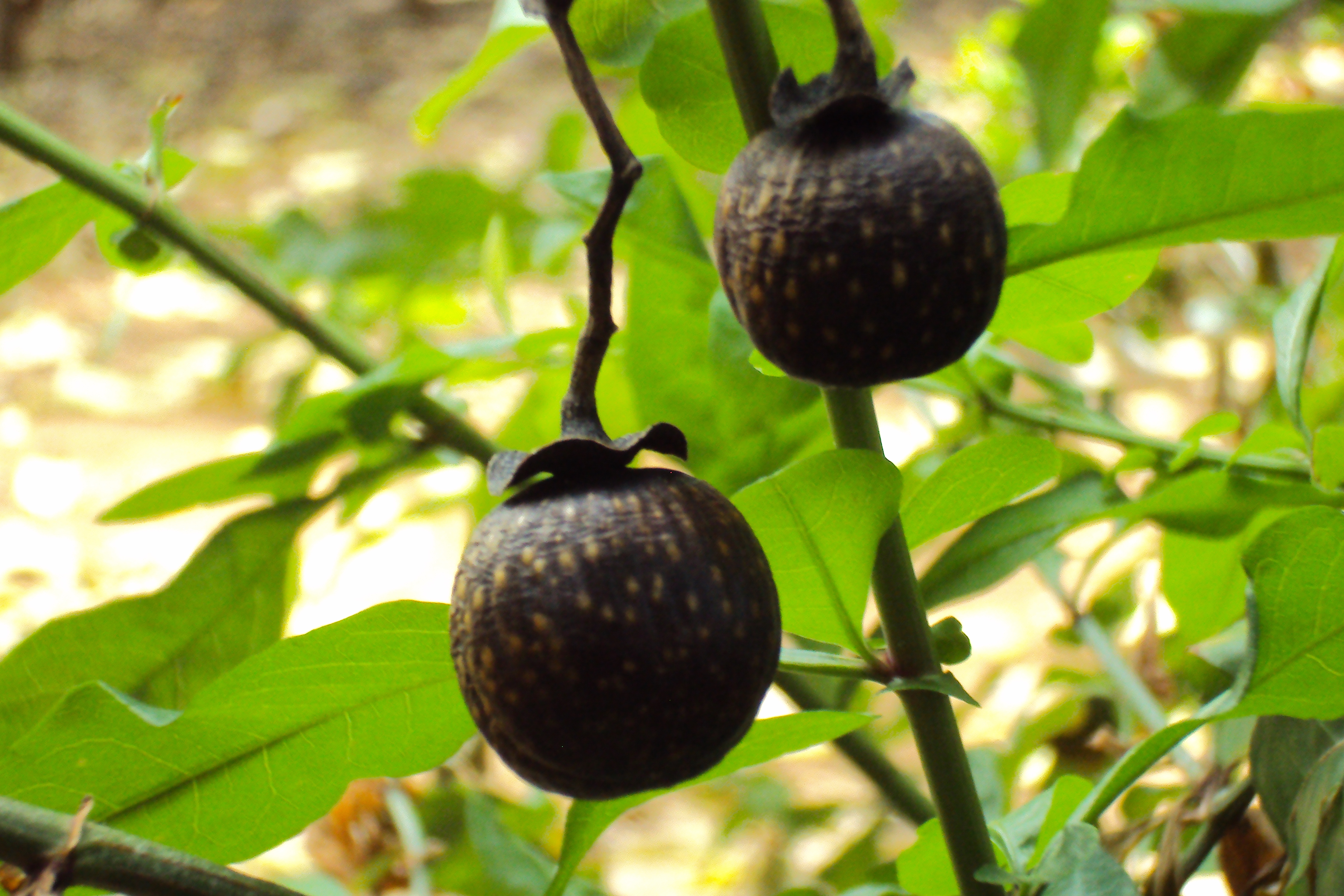